# Transmissió oral en la literatura medieval
La transmissió oral en la literatura medieval és la transmissió oral en la literatura de l'Edat Mitjana.

## Rellevància
És rellevant per poder entendre l'essència d'allò que es vol transmetre. Té especial importància durant aquest període, en especial als segles X XI i XII. Forma part de l'obra i n'és indestriable. Segons Paul Zumthor aquesta acció vocal era un dels objectius del text. D'acord amb aquest autor aquesta transmissió oral és la que fa en el cas de la poesia que aquesta comunicació es converteixi en objecte poètic. Paul Zumthor es refereix en aquest acte de comunicació com a performance.
Zumthor afirma que la transmissió oral ha determinat la història íntegra de moltes obres medievals. Segons Zumthor, la història d'una obra estaria constituïda per cinc operacions: producció, transmissió, recepció, conservació i repetició. Segons Zumthor, és atípic que en una obra medieval, les cinc operacions es configurin per mitjà de l'escriptura. La transmissió oral va subsistir amb l'escriptura. En aquest respecte, Zumthor diferència dos tipus d'oralitat: Oralitat mixta i oralitat segona. L'oralitat mixta es dona quan la influència de l'escriptura és parcial. L'oralitat segona: Es dona quan la transmissió oral es recompon a partir de l'escriptura.
Aquest procés oral està molt lligat al moment en què es produeix. Trobem un seguit de circumstàncies en què es manifesta aquesta transmissió oral en l'Edat Mitjana en funció de l'ocasió en què aquesta és executada. Així veiem com existeixen un seguit d'esdeveniments que anomenen cíclics com aquells vinculats al cicle de les estacions o bé un cicle de caràcter ritual, com ara les tradicions de la Pasqua. Per altra banda trobem fets que produeixen aquests esdeveniments de transmissió oral que tenen una freqüència imprevisible com pot ser un encontre amorós o bé un combat entre cavallers.
A partir del segle xi, i especialment del XIII, es multipliquen els manuscrits en llengües vulgars, i augmenta l'alfabetització entre els laics. Els textos orals van començar a ser recollits en manuscrits, que feien referència a les fonts orals en el pròleg. Tanmateix, aquesta literatura escrita tracta de conservar aspectes orals, com les tècniques de declamació. En conclusió, la veu va contribuir a configurar la forma del text. En principi els relats en llegiran en públic, tot i que la lectura esdevé més privada gradualment.

## Principals transmissors
La majoria de la població era analfabeta i l'única forma de transmetre els textos era mitjançant la veu. Segons els gèneres literaris la difusió oral als segles xi i xii era diferent. L'Èpica era transmesa pel joglar o poeta professional en salmòdia o cantilat. La lírica era transmesa pel noble o joglar en cant sil·làbic o melismàtic. La narrativa era transmesa pel clergue o cavaller (sobretot a partir del segle xiii) en lectura recitada o declamada. La dramàtica era transmesa per clergues, joglars o civils en cant gregorià o cant recitat. Bàsicament hi va haver quatre grans col·lectius que transmeteren de forma oral obres literàries en les seves diferents vessants, depenent dels interessos que movien als transmissors: 
- Els clergues, ostentaven el poder de ser quasi els únics que generalment sabien llegir i escriure, el seu interès era portar les ànimes descarrilades cap a la salvació, per tant bàsicament transmetien ensenyances morals i didàctiques. Utilitzaven les llengües vulgars, ja que el llatí era desconegut per la gran majoria de la població analfabeta.
- Els joglars, eren recitadors de poemes que acompanyaven amb instruments musicals, les seves composicions eren cantades tant als carrers com als castells dels nobles, solien fer una crítica social a través dels seus càntars, a més a més de recitar poemes sobre cavallers i gestes, memoritzaven obres extenses en la seva majoria anònimes i disposaven d'una gran capacitat d'improvisació. Els Ministrils foren una evolució dels joglars.
- Els goliards, eren gent sense sostre que vivia de forma errant una mica al marge de la societat, eren pobres, estudiants, monjos i clergues havien abandonat la vida monacal o la universitat i amb les seves poesies atacaven la jerarquia eclesiàstica i cantaven els plaers de la vida i de l'amor carnal.
- Els trobadors, eren com els joglars, però amb més formació, componien les seves pròpies cançons i a més a més els posaven música, essent l'amor cortès la seva principal font d'inspiració.[5][6]